# Generalne Gubernatorstwo Belgijskie
Generalne Gubernatorstwo Belgijskie (niem. Kaiserliche Deutsche Generalgouvernement Belgien) – władze ustanowione na części okupowanego w czasie I wojny światowej terytorium Belgii, istniejące od 26 sierpnia 1914, ze stolicą w Brukseli.
26 sierpnia 1914 feldmarszałek Colmar von der Goltz został mianowany gubernatorem wojskowym Belgii. 27 listopada 1914 zastąpił go generał Moritz von Bissing, pełniąc funkcję generalnego gubernatora do kwietnia 1917. Ostatnim niemieckim generalnym gubernatorem w Belgii, od maja 1917, był generał Ludwig von Falkenhausen.
Wkrótce po nominacji Bissinga, dowództwo niemieckie podzieliło Belgię na trzy „strefy okupacyjne”. Większość okupowanego obszaru Belgii, obejmującego Brukselę, stanowiło Generalne Gubernatorstwo. Pozostała część terytorium Belgii stanowiła obszar operacyjny sił zbrojnych. I tak pod kontrolą niemieckiej 4 Armii znajdował się obszar obejmujący Gandawę i Antwerpię. Natomiast Cesarska Marynarka Wojenna kontrolowała wybrzeża Belgii.
Niemiecka administracja okupacyjna dążyła do zachowania przedwojennej administracji oraz zarządzania terenami okupowanymi przy pomocy niewielkiej liczby niemieckich oficerów i urzędników z odpowiednimi umiejętnościami językowymi i administracyjnymi. Niemiecka administracja starała się wykorzystać etniczne napięcia pomiędzy Flamandami i Walonami, rozważając utworzenie po wojnie protektoratu we Flandrii oraz planując gospodarczą eksploatację Walonii.